# Tessa Giele
Tessa Giele, née le 1er novembre 2002 à Brielle, est une nageuse néerlandaise spécialiste du papillon et de la nage libre.

## Carrière
Giele débute la natation à l'âge de 6 ans au club de natation de Brielle. À l'automne 2016, elle intègre le club Zeehond'73 à Rozenburg puis, lorsqu'elle commence ses études à Rotterdam en 2018, elle choisit le club du Feijenoord Albion.
Elle se qualifie pour les championnats d'Europe 2020 à Budapest mais elle est éliminée dans les séries du 50 mètres dos et des 50 et 100 mètres papillon. Aux championnats d'Europe en petit bassin 2021 à Kazan, la Néerlandaise termine septième au 100 mètres papillon. En décembre, elle intègre l'équipe néerlandaise pour les Championnats du monde en petit bassin à Abou Dabi. En individuelle, elle est éliminée en demi-finale du 100 mètres papillon. Elle participe à plusieurs relais : pour le 4×100 mètres quatre nages, elle termine à la septième place avec Maaike de Waard, Kim Busch et Marrit Steenbergen ; elle participe à la série du 4×50 mètres nage libre mais laisse sa place en finale où les Pays-Bas remporteront le bronze ; même scénario sur la série 4×100 mètres quatre nages où en finale, c'est Kira Toussaint qui est alignée ; moins de réussite pour le relais 4×100 mètres nage libre où les néerlandaises échoue au pied du podium (Toussaint toujours préférée à Giele en finale); enfin, elle participe à la qualification du relais néerlandais 4×50 mètres quatre nages mixte qui sera sacrée champion du monde en finale. Toutefois, elle remporte bien trois médailles mondiales (1 or, 2 bronze) ayant participé aux séries.
À Budapest, Giele participe aux Championnats du monde en 2022 mais avec moins de réussites ; lors des championnats d'Europe à Rome, la Néerlandaise a terminé quatrième au 50 mètres nage libre ; toujours utilisée dans les séries, elle contribue aux succès des relais 4 × 100 m quatre nages (médaille d'or) et 4 × 100 m quatre nages féminin (médaille de bronze) et concoure en finale du 4 × 100 nage libre féminin (médaille de bronze) aux côtés de Busch, van Roon et Steenbergen. À l'été 2022, elle décide de poursuivre sa carrière sportive de haut niveau sous la direction de Mark Faber au HPC (High Performance Center) d'Amsterdam.
En 2023, elle décroche son premier titre majeur individuel lors des championnats d'Europe en petit bassin où elle partage le titre en 50 m papillon avec la Grecque Ánna Dountounáki (25 s 10 en finale); elle ajoute à son palmarès la médaille de bronze avec le relais 4 × 50 m 4 nages (Kira Toussaint, Caspar Corbeau et Kenzo Simons)

## Palmarès

### Championnats du monde
Grand bassin
- Championnats du monde 2025 à Singapour
  -  Médaille de bronze du relais 4 × 100 m nage libre

Petit bassin
- Championnats du monde 2021 à Abou Dabi (Émirats arabes unis)
  -  Médaille d'or du relais mixte 4 × 50 m quatre nages (participation aux séries)
  -  Médaille de bronze du relais 4 × 50 m nage libre (participation aux séries)
  -  Médaille de bronze du relais 4 × 50 m quatre nages (participation aux séries)

### Championnats d'Europe
Grand bassin
- Championnats d'Europe 2022 à Rome (Italie)
  -  Médaille d'or du relais mixte 4 × 100 m quatre nages (participation aux séries)
  -  Médaille de bronze du relais 4 × 100 m nage libre
  -  Médaille de bronze du relais 4 × 100 m quatre nages (participation aux séries)

Petit bassin
- Championnats d'Europe 2023 à  Otopeni (Roumanie)  :
  -  Médaille d'or du 50 m papillon
  -  Médaille de bronze du relais mixte 4 × 50 m quatre nages